# Rzeczoznawca
Rzeczoznawca – tytuł przyznawany na podstawie odpowiednich przepisów szczególnych osobom o wysokich kwalifikacjach i odpowiednio dużym, udokumentowanym doświadczeniu w określonej dziedzinie i specjalności zawodowej.

## Przyznanie tytułu rzeczoznawcy
Poszczególne przepisy, określające zasady przyznawania tytułu rzeczoznawcy, definiują wymagania jakie musi spełnić osoba ubiegająca się o tytuł rzeczoznawcy. 
Po spełnieniu i udokumentowaniu tych wymagań, niezbędnym jest zwykle zdać egzamin państwowy, w przypadku tytułu rzeczoznawcy w określonym zawodzie, lub egzamin w stowarzyszeniu czy innej organizacji w przypadku tytułów w różnych dziedzinach niewynikających z przepisów prawa.
Do podstawowych wymagań należy najczęściej:
- posiadanie na odpowiednim poziomie i w danym kierunku wykształcenia wyższego, często musi to być tytuł magistra, w niektórych przypadkach wymagane są również studia podyplomowe spełniające określone minimum programowe,
- udokumentowana w odpowiedni, zgodny z wymaganiami sposób praktyka zawodowa, trwająca okres nie krótszy niż zawarty w przepisach prawnych i spełniająca wymogi programowe, oraz potwierdzona przez osoby i/lub instytucje nadzorujące praktykę, odbyta po uzyskaniu odpowiedniego wykształcenia lub uprawnień,
- czasem wymagana jest opinia środowiska zawodowego (stowarzyszenia, izby zawodowej) lub kilku osób posiadających już dany tytuł rzeczoznawcy,
- przynależność od odpowiedniej organizacji (np. izby zawodowej),
- niekaralność,
- zdanie egzaminu.

## Wykonywanie rzeczoznawstwa
Wykonywanie rzeczoznawstwa w określonej dziedzinie wiąże się często z podjęciem znacznych zobowiązań i przyjęciem na siebie określonych obciążeń wynikających z przepisów, np. obowiązek wykonywania funkcji biegłego sądowego i inne. To także olbrzymia odpowiedzialność. Do rzeczoznawcy zwracają się zleceniodawcy najczęściej w trudnych sytuacjach, często kryzysowych, awariach, sprawach spornych i katastrofach. Od opinii rzeczoznawcy nie tylko zależy los znacznego majątku prywatnego i publicznego (znacznej wartości), ale też zdrowie i życie ludzi.

## Potoczne i encyklopedyczne pojęcie "rzeczoznawca"
Potoczne i definiowane w encyklopediach popularnonaukowych oraz słownikach znaczenie słowa rzeczoznawca jest zdecydowanie mniej formalne i odnosi się ogólnie do specjalisty, eksperta, który pełni funkcje doradczą, wykonuje opinie (np. prawne, ekonomiczne, budowlane – opinię może wydać inżynier, który nie posiada tytułu rzeczoznawcy, i inne) lub orzeczenia w sprawach spornych.

## Rzeczoznawcy
- Rzeczoznawcy w zawodach, powoływani na podstawie przepisów prawa:
  - Rzeczoznawca majątkowy: ustawa o gospodarce nieruchomościami
  - Rzeczoznawca budowlany: prawo budowlane (tytuł rzeczoznawcy budowlanego dotyczy określonej specjalności budowlanej, w której osoba ubiegająca się o tytuł rzeczoznawcy musi posiadać uprawnienia budowlane i praktykę)
  - Rzeczoznawca do spraw zabezpieczeń przeciwpożarowych
  - Rzeczoznawca do spraw bezpieczeństwa i higieny pracy
  - Rzeczoznawca do spraw sanitarnohigienicznych
  - Rzeczoznawca samochodowy
- Rzeczoznawcy powoływani w różnych dziedzinach przez organizacje czy stowarzyszenia, na podstawie wewnętrznych wymogów:
  - Rzeczoznawca kosztorysowy: nadaje Stowarzyszenie Kosztorysantów Budowlanych